# Famille de Grégoire
Pour les articles homonymes, voir Grégoire.
La famille Grégoire est une ancienne famille noble originaire du gapençais éteinte au XVIIe siècle. 

## Histoire
Les Grégoire sont connus dès 1458 et sont divisés en  trois branches dont l'une fixée à Montmaur. 

Leur noblesse est confirmée comme datant de plus de cinquante ans par lettre de Gaspard de Montauban, seigneur des Baronnies, en date du 9 mai 1478.
Les hoirs de Gaspard et Melchior Grégoire sont présents à l'arrière-ban du baillage de Gap en 1558 et 1609.

## Personnalités
Principales personnalités,: 
- Guillaume Grégoire, chevalier en 1256, épouse Mathilde Reynier.
- Jean Grégoire, notaire en 1441,
- Melchior Grégoire, châtelain de Montmaur en 1541,
- Raymond Grégoire, seigneur du Bouchet, capitaine, fermier général du diocèse de Gap,
- Hugues de Grégoire, vivant en 1651, seigneur de La Gache, maître d'hôtel du roi, gentilhomme de sa chambre, capitaine de cavalerie,
- Balthazard de Grégoire, seigneur de La Gache et de Savournon, capitaine d'infanterie de 1625 à 1643, gentilhomme servant du roi en 1643, aide de camp en 1645, maréchal de bataille en 1651, conseiller et maître d'hôtel du roi en 1652, sergent major des villes et citadelle de Die en 1653, lieutenant-colonel d'infanterie et bailli de robe courte à Saint-Amat. Protestant influent, sa famille s'expatrie à Neufchatel à la révocation de l'Edit de Nantes[5].

## Titres
- Seigneuries d'Alauzon, du Bouchet, La Gache, du Boisse, Savournon, Le Bersac, Ventavon.

## Armes
| Image | Armoiries                                                            |
| ----- | -------------------------------------------------------------------- |
|       | Armes: D'argent au lion morné de gueules - Devise : Sans s'endormir. |

## Alliances notables
- Dauphiné[6] : de Vitrolles, Olphi dit Galhard, de Cornillon, de Chypre, de Brun, de Sauret, de Massé, de Revillasc, de Dorne, des Bardonnèche, de Sabatier, d'Armand de Châteauvieux, de Lombard, de Chastaing de la Sizeranne, de Villeneuve-Martignan.